# Crème Ninon
La crème Ninon est une soupe à base de purée de pois verts et de champagne sec. Elle est aromatisée avec du citron et un peu de sherry sec, ainsi que du sel et du poivre. Au moment de servir, on la garnit d'un peu de crème fouettée et de champagne,,.